# Aéroport d'Eldoret
L'aéroport d'Eldoret, (code IATA : EDL • code OACI : HKEL), est situé dans la ville d'Eldoret, dans le centre-ouest du Kenya, près de la frontière avec l'Ouganda.

## Emplacement
Il est distant de 17 km, par la route, du sud du quartier central des affaires d'Eldoret. Cet emplacement se trouve à environ 269 km de l'aéroport international Jomo-Kenyatta, le plus grand aéroport kényan.
| Amboseli Bamburi Bungoma Eldoret Eliye Springs Garissa Hola Homa Bay Nairobi · J. Kenyatta Kalokol Kericho Kilaguni Kisumu Kitale Liboi Lodwar Loiyangalani Lokichogio Malindi Mandera Marsabit Mombasa Moyale Nakuru Nanyuki Nyeri Samburu Ukunda Wajir Nairobi · Wilson |

## Histoire
L'aéroport a été créé en 1995. Il est administré par l'Autorité des Aéroports du Kenya.

## Compagnies et destinations
| Compagnies      | Destinations                        |
| --------------- | ----------------------------------- |
| Fly540          | Kisumu, Lodwar, Nairobi-J. Kenyatta |
| Jambo Jet       | Nairobi-J. Kenyatta                 |
| Skyward Express | Lodwar, Nairobi-Wilson              |

Édité le 05/10/2019  Actualisé le 15/11/2023

## Statistiques passagers
| Année | Nombre de passagers |
| ----- | ------------------- |
| 2011  | 86351               |
| 2012  | 91399               |
| 2013  | 111250              |